# 佐々木翔 (サッカー選手)
佐々木 翔（ささき しょう、1989年10月2日 - ）は、神奈川県座間市出身のプロサッカー選手。Jリーグ・サンフレッチェ広島所属。ポジションはディフェンダー（DF）。日本代表。

## 来歴
神奈川県座間市でイギリス人の父と日本人の母の間に生まれ、座間市立栗原小学校、座間市立南中学校を卒業。幼稚園時代からサッカーを始め、1998年小学3年生から横浜F・マリノスアカデミーへ入団する。横浜FMジュニアユース同期に水沼宏太・金井貢史・日高慶太・武田大などがいる。
2005年、神奈川県立城山高等学校へ進学する。
ヴァンフォーレ甲府に在籍経験のあるサッカー部監督の木村哲昌にサイドバックとしてスカウトされ、2008年に神奈川大学へ入学。同期に三原向平。大学1年から左SBとして試合出場を重ね、2010年大学3年からはボランチ・サイドハーフ、関東大学選抜に選ばれた際にはセンターバックと幅広く起用された。関東大学サッカーリーグ戦において「4年間最多出場選手」として関東大学サッカー連盟表彰を受けている。また2008年大学1年時には、牧内辰也率いるU-19日本代表に選出されている。
2012年、ヴァンフォーレ甲府に入団。3月11日の第2節東京V戦でJ初ゴールを挙げた。以降左サイドバックのレギュラーに定着し、甲府のJ2初優勝に貢献した。2013年はシーズン開幕直前にボランチのポジションに負傷者が続出したこともあり、開幕戦はボランチとして出場する。その後は前年務めたサイドバック、そしてチームのシステム変更に伴いシーズン中旬以降は3バックの一角でプレー。出場停止の1試合を除く33試合にフル出場しチームの残留に貢献した。2014年は副キャプテンに就任。引き続き3バックの一角で起用されると第8節・名古屋グランパスエイト戦、第9節・大宮アルディージャ戦で2試合連続ゴールを挙げ、2連勝に貢献。また、リーグ戦、ナビスコカップ、天皇杯43試合すべての公式戦に出場した(うち42試合先発フルタイム出場)。特に守備時の空中戦の勝率は高く、2013年・2014年のJ1において2年連続でトップ3入りしており、甲府の守備を支えた。
2015年、サンフレッチェ広島へ完全移籍した。移籍金4,500万円（推定）。前年限りで退団し鹿島アントラーズに移籍したファン・ソッコの穴埋めとして期待された。
当初は千葉和彦、水本裕貴、塩谷司が不動のレギュラーのため、バックアップとして終盤の守備固めとして出場することが多かったが、塩谷や水本が負傷離脱した際には、スタメン出場しその穴を埋めた。
チャンピオンシップ決勝の第1戦のガンバ大阪戦では1点ビハインドの場面で貴重な同点ゴールを挙げた。
2016年はリーグ開幕戦から左ストッパーのレギュラーを勝ち取り活躍を続けていたが、3月20日に行われた1stステージ第4節大宮アルディージャ戦の後半ロスタイムに負傷退場し、右膝前十字靭帯断裂の大怪我を負った。
2018年シーズン、2年の時を経て戦列復帰。左SBのレギュラーとして活躍する。同年8月30日、広島加入時の監督である森保一が指揮をする日本代表に初選出され、9月11日のキリンチャレンジカップ・コスタリカ戦で国際Aマッチ初出場を果たした。2018年J1リーグでのボール奪取トップの数字をマークする。シーズン終了後の同年12月にAFCアジアカップ2019に出場する日本代表に選出され、準優勝に貢献した。
2019年シーズン、3-6-1の左CBで開幕スタメン。同年12月にはEAFF E-1サッカー選手権2019に出場する日本代表に選出された。
2021年6月15日、W杯アジア2次予選のキルギス戦で代表初得点を決めた。
2022年はリーグ戦全34試合に出場。優秀選手賞に選ばれる。ルヴァンカップでは決勝戦で自身のパスミスから後のチームメイトとなる加藤陸次樹にボールを奪われ、失点。しかし、チームは後半アディショナルタイムに逆転し、カップ戦初タイトルを手にした。
2023年も上位を戦うチームで32試合に出場。安定したディフェンスとビルドアップで貢献。2年連続で優秀選手賞に選ばれる。

## 所属クラブ
- 1996年 - 1997年 栗原FC
- 1998年 - 2001年 横浜F・マリノスプライマリー
- 2002年 - 2004年 横浜F・マリノスジュニアユース新子安
- 2005年 - 2007年 神奈川県立城山高等学校
- 2008年 - 2011年 神奈川大学
- 2012年 - 2014年  ヴァンフォーレ甲府
- 2015年 -  サンフレッチェ広島

## 個人成績
| 国内大会個人成績 | 国内大会個人成績 | 国内大会個人成績 | 国内大会個人成績 | 国内大会個人成績 | 国内大会個人成績 | 国内大会個人成績 | 国内大会個人成績 | 国内大会個人成績 | 国内大会個人成績 | 国内大会個人成績 | 国内大会個人成績 |
| 年度             | クラブ           | 背番号           | リーグ           | リーグ戦         | リーグ戦         | リーグ杯         | リーグ杯         | オープン杯       | オープン杯       | 期間通算         | 期間通算         |
| 年度             | クラブ           | 背番号           | リーグ           | 出場             | 得点             | 出場             | 得点             | 出場             | 得点             | 出場             | 得点             |
| 日本             | 日本             | 日本             | 日本             | リーグ戦         | リーグ戦         | リーグ杯         | リーグ杯         | 天皇杯           | 天皇杯           | 期間通算         | 期間通算         |
| ---------------- | ---------------- | ---------------- | ---------------- | ---------------- | ---------------- | ---------------- | ---------------- | ---------------- | ---------------- | ---------------- | ---------------- |
| 2012             | 甲府             | 6                | J2               | 35               | 2                | -                | -                | 0                | 0                | 35               | 2                |
| 2013             | 甲府             | 6                | J1               | 33               | 3                | 4                | 0                | 4                | 0                | 41               | 3                |
| 2014             | 甲府             | 6                | J1               | 34               | 3                | 6                | 0                | 3                | 0                | 43               | 3                |
| 2015             | 広島             | 19               | J1               | 22               | 0                | 6                | 1                | 4                | 0                | 32               | 1                |
| 2016             | 広島             | 19               | J1               | 4                | 0                | 0                | 0                | 0                | 0                | 4                | 0                |
| 2017             | 広島             | 19               | J1               | 0                | 0                | 0                | 0                | 0                | 0                | 0                | 0                |
| 2018             | 広島             | 19               | J1               | 34               | 3                | 0                | 0                | 2                | 0                | 36               | 3                |
| 2019             | 広島             | 19               | J1               | 31               | 1                | 2                | 0                | 1                | 0                | 34               | 1                |
| 2020             | 広島             | 19               | J1               | 32               | 1                | 1                | 0                | -                | -                | 33               | 1                |
| 2021             | 広島             | 19               | J1               | 30               | 3                | 3                | 0                | 0                | 0                | 33               | 3                |
| 2022             | 広島             | 19               | J1               | 34               | 3                | 11               | 0                | 6                | 1                | 51               | 4                |
| 2023             | 広島             | 19               | J1               | 32               | 0                | 6                | 3                | 1                | 0                | 39               | 3                |
| 2024             | 広島             | 19               | J1               | 36               | 3                | 6                | 0                | 2                | 2                | 44               | 5                |
| 通算             | 日本             | 日本             | J1               | 322              | 20               | 45               | 4                | 23               | 3                | 390              | 27               |
| 通算             | 日本             | 日本             | J2               | 35               | 2                | -                | -                | 0                | 0                | 35               | 2                |
| 総通算           | 総通算           | 総通算           | 総通算           | 357              | 22               | 45               | 4                | 23               | 3                | 425              | 29               |

その他の公式戦
- 2015年
  - Jリーグチャンピオンシップ 2試合1得点
- 2016年
  - FUJI XEROX SUPER CUP 1試合0得点
- 2025年
  - FUJIFILM SUPER CUP 1試合0得点

| 国際大会個人成績 | 国際大会個人成績 | 国際大会個人成績 | 国際大会個人成績 | 国際大会個人成績 | FIFA      | FIFA      |
| 年度             | クラブ           | 背番号           | 出場             | 得点             | 出場      | 得点      |
| AFC              | AFC              | AFC              | ACL              | ACL              | クラブW杯 | クラブW杯 |
| ---------------- | ---------------- | ---------------- | ---------------- | ---------------- | --------- | --------- |
| 2015             | 広島             | 19               | -                | -                | 4         | 0         |
| 2016             | 広島             | 19               | 1                | 0                | -         | -         |
| 2019             | 広島             | 19               | 5                | 2                | -         | -         |
| 通算             | AFC              | AFC              | 6                | 2                | 4         | 0         |

その他の国際公式戦
- 2019年
  - AFCチャンピオンズリーグ・プレーオフ 1試合0得点
- Jリーグ初出場 - 2012年3月4日 栃木SC戦（山梨中銀スタジアム）
- Jリーグ初得点 - 2012年3月11日 東京ヴェルディ1969戦（味の素スタジアム）

## タイトル

### 代表
- EAFF E-1サッカー選手権: 1回 (2022)

### クラブ
サンフレッチェ広島
- J1リーグ：1回（2015年）
- Jリーグカップ：1回（2022年）
- ゼロックススーパーカップ：1回（2016年）

### 個人
- J1リーグベストイレブン：1回（2024年）
- J1リーグ優秀選手賞：4回（2018年、2022年、2023年、2024年）

## 選抜・代表歴

### 出場大会
- 関東大学選抜B
  - デンソーカップサッカー（2008年）
- U-19日本代表
  - SBSカップ 国際ユースサッカー（2018年）
- 関東大学選抜A
  - デンソーカップサッカー（2010年）
- 日本代表
  - 2018年 - キリンチャレンジカップ
  - 2019年 - AFCアジアカップ2019
  - 2019年 - EAFF E-1サッカー選手権2019
  - 2022年 - EAFF E-1サッカー選手権2022

### 試合数
- 国際Aマッチ 15試合 2得点（2018年 - ）

| 日本代表 | 国際Aマッチ | 国際Aマッチ |
| 年       | 出場        | 得点        |
| -------- | ----------- | ----------- |
| 2018     | 3           | 0           |
| 2019     | 6           | 0           |
| 2021     | 4           | 1           |
| 2022     | 2           | 1           |
| 通算     | 15          | 2           |

### 出場
| No. | 開催日         | 開催都市     | スタジアム                           | 対戦国         | 結果 | 大会                                   |
| --- | -------------- | ------------ | ------------------------------------ | -------------- | ---- | -------------------------------------- |
| 1.  | 2018年9月11日  | 大阪         | パナソニックスタジアム吹田           | コスタリカ     | ○3-0 | キリンチャレンジカップ2018             |
| 2.  | 2018年10月12日 | 新潟         | デンカビックスワンスタジアム         | パナマ         | ○3-0 | キリンチャレンジカップ2018             |
| 3.  | 2018年11月16日 | 大分         | 大分スポーツ公園総合競技場           | ベネズエラ     | △1-1 | キリンチャレンジカップ2018             |
| 4.  | 2019年1月17日  | アル・アイン | ハリファインターナショナルスタジアム | ウズベキスタン | ○2-1 | AFCアジアカップ2019                    |
| 5.  | 2019年3月22日  | 横浜         | 日産スタジアム                       | コロンビア     | ●0-1 | キリンチャレンジカップ2019             |
| 6.  | 2019年3月26日  | 神戸         | ノエビアスタジアム神戸               | ボリビア       | ○1-0 | キリンチャレンジカップ2019             |
| 7.  | 2019年11月19日 | 大阪         | パナソニックスタジアム吹田           | ベネズエラ     | ●1-4 | キリンチャレンジカップ2019             |
| 8.  | 2019年12月10日 | 釜山         | 釜山九徳スタジアム                   | 中国           | ○2-1 | EAFF E-1サッカー選手権2019             |
| 9.  | 2019年12月18日 | 釜山         | 釜山アシアドメインスタジアム         | 韓国           | ●0-1 | EAFF E-1サッカー選手権2019             |
| 10. | 2021年3月25日  | 横浜         | 日産スタジアム                       | 韓国           | ○3-0 | 国際親善試合                           |
| 11. | 2021年6月7日   | 吹田         | パナソニックスタジアム吹田           | タジキスタン   | ○4-1 | 2022 FIFAワールドカップ・アジア2次予選 |
| 12. | 2021年6月15日  | 吹田         | パナソニックスタジアム吹田           | キルギス       | ○5-1 | 2022 FIFAワールドカップ・アジア2次予選 |
| 13. | 2021年9月7日   | ライヤーン   | ハリーファ国際スタジアム             | 中国           | ○1-0 | 2022 FIFAワールドカップ・アジア3次予選 |
| 14. | 2022年7月24日  | 豊田         | 豊田スタジアム                       | 中国           | △0-0 | EAFF E-1サッカー選手権2022             |
| 15. | 2022年7月27日  | 豊田         | 豊田スタジアム                       | 韓国           | ○3-0 | EAFF E-1サッカー選手権2022             |

### ゴール
| #  | 開催年月日    | 開催地 | 対戦国   | 勝敗 | 試合概要                               |
| -- | ------------- | ------ | -------- | ---- | -------------------------------------- |
| 1. | 2021年6月15日 | 吹田   | キルギス | ○5-1 | 2022 FIFAワールドカップ・アジア2次予選 |
| 2. | 2022年7月27日 | 豊田   | 韓国     | ○3-0 | EAFF E-1サッカー選手権2022             |

## 参考資料
- 佐々木翔 -  ゲキサカ